# Live Era: '87-'93
Albums de Guns N' Roses
The Spaghetti Incident?
(1993) Greatest Hits
(2004)
Live Era: '87-'93 est un double album live du groupe de hard rock américain Guns N' Roses. Ce CD est sorti en 1999. Il a été publié par le label Geffen Records. L'enregistrement s'est surtout fait durant la tournée mondiale « Use Your Illusion Tour '92 ».
Les chansons Estranged et Move to the City ont été tirés d'un concert enregistré mis sur les DVD Use Your Illusion I et Use Your Illusion II.

## Liste des titres

### Disque 1
1. Nightrain
2. Mr. Brownstone
3. It's So Easy
4. Welcome to the Jungle
5. Dust N' Bones
6. My Michelle
7. You're Crazy
8. Used To Love Her
9. Patience
10. It's Alright (Reprise de Black Sabbath)
11. November Rain
12. Coma (Bonus, seulement disponible sur les versions japonaises.)

### Disque 2
1. Out Ta Get Me
2. Pretty Tied Up
3. Yesterdays
4. Move to the City
5. You Could Be Mine
6. Rocket Queen
7. Sweet Child O' Mine
8. Knockin' on Heaven's Door
9. Don't Cry
10. Estranged
11. Paradise City

## Personnel
- Axl Rose
- Slash
- Duff McKagan
- Izzy Stradlin
- Matt Sorum
- Dizzy Reed
- Steven Adler
- Gilby Clarke